# 希爾登
希尔登（德語：Hilden，發音：[ˈhɪldn̩] ⓘ）是德国北莱茵-威斯特法伦州杜塞尔多夫行政区梅特曼县的城市，面积25.95平方千米，2023年12月31日人口为55,689人。